# Rambler Marlin
Der Rambler Marlin war das erste mittelgroße Auto mit Fließheck, das in den 1960er-Jahren in den USA hergestellt wurde. Er wurde von der American Motors Corporation (AMC) von 1965 bis 1967 gefertigt, hatte eine sehr gute Ausstattung und wurde als Luxuswagen der oberen Mittelklasse vermarktet.
Die Marlin-Modelle von 1965 und 1966 sind Fließheck-Versionen des Hardtop-Coupés Rambler Classic. Das Fließheckdesign wurde in einem Prototyp von 1964, den Rambler Tarpon, vorweggenommen, der auf dem kompakteren Rambler American basierte. Der Rambler Marlin war ein Jahr vor dem ähnlichen Dodge Charger (Modelle 1966/1967) verfügbar. Das 1967er-Modell wurde grundlegend überarbeitet und an die große Bodengruppe angepasst. AMC baute den Marlin nun auf der größeren Bodengruppe des AMC Ambassador und gab ihm ein komplett anderes Aussehen mit längerer Motorhaube, noch mehr Passagierraum, leistungsfähigen V8-Motoren und vielen anderen Verbesserungen.

## Ursprung des Marlin
In den frühen 1960er-Jahren wollte der US-Automobilmarkt größere und breitere Autos. AMC hatte unter George W. Romney eine erfolgreiche Marketingstrategie entwickelt. Sein Nachfolger, Roy Abernethy, sah die Notwendigkeit, größere Fahrzeuge mit mehr Prestige zu fertigen, um den Profit weiter zu erhöhen. Abernethy hatte als Verkaufsvorstand Rambler an die dritte Stelle der Verkaufszahlen US-amerikanischer Autohersteller gebracht und wollte nun in weiteren Marktsegmenten gegen die „Großen Drei“ (GM, Ford und Chrysler) antreten.
Ein Vorschlag war ein sportliches, auf junge Kunden ausgerichtetes Auto. Auf Basis des kompakten Rambler American wurde eine Designstudie erstellt. Das 4-sitzige Fließheck-Coupé wurde „Rambler Tarpon“ genannt. Dieser wurde auf Automobilsalons gezeigt, noch bevor der Ford Mustang erschien. AMCs V8-Motoren der 1. Generation passten nicht in dieses Fahrzeug und die 2. Generation war noch in der Entwicklung. Marktuntersuchungen zeigten, dass die Kunden mit einem solchen Fahrzeug, das nur mit einem Sechszylindermotor ausgestattet wäre, nicht zufrieden wären. So beschloss die Geschäftsleitung, das Modell auf der größeren Bodengruppe anzubieten. Das neue Modell zeigte viele Stylingdetails des Prototyps Tarpon. Der neue Marlin wurde ein großes, komfortables Fließheckfahrzeug mit luxuriöser Ausstattung. Er hatte eine lange Liste serienmäßiger Ausstattungsdetails und es gab viele Sonderausstattungen, um den Wagen den Kundenwünschen anzupassen. Der Marlin ist ein Vertreter des Luxuswagensegmentes der Mittelklasse und konkurrierte nicht direkt mir den Pony Cars, wie dem Ford Mustang oder dem Plymouth Barracuda.

## Jährliche Änderungen des Modells

### Modelljahr 1965
Der Marlin erschien mitten im Modelljahr als zusätzliches Angebot in der AMC-Reihe der „Sensible Spectaculars“. Er wurde am 10. Februar 1965 offiziell vorgestellt und war ab 1. März bei den Händlern. Zu dieser Zeit waren Autoneuvorstellungen wichtige Ereignisse und mit persönlichen Einladungen an die Kunden und entsprechender Werbung verbunden. Der Marlin wurde darin als Fahrzeug für diejenigen Kunden beschrieben, die „ein sportliches Fließheckfahrzeug, verbunden mit Geräumigkeit und Komfort wollten“.
Das Presseecho war außergewöhnlich, der Marlin tauchte auf den Titelseiten vieler Autozeitschriften auf. Viele Autotest erschienen. So schrieb zum Beispiel das Magazin Motor Trend, dass der Marlin „… ein sehr ausgewogenes Auto (ist), das viele Sportwagen auf dem Markt aussticht.“
Das neue Modell bot viele Ausstattungsdetails, zum Beispiel serienmäßige 4-Kolben-Scheibenbremsen vorne mit Bremskraftverstärker, Trommelbremsen hinten ohne Bremskraftverstärker, umlegbare Einzelsitze, luxuriöse Zierleisten und eine Innenausstattung, die direkt von AMCs 2-türigem Flaggschiff, dem Ambassador abgeleitet war. Der kleinste Motor war der 3,8 Liter Reihensechszylinder mit 145 SAE-PS, aber es wurden nur ca. 2.000 Stück damit bestellt. Die meisten Käufer wollten eine Leistung, die dem sportlichen Aussehen des Fahrzeuges entsprach und bestellten mehrheitlich den 5,4 Liter V8 mit Doppel-Registervergaser und 270 SAE-PS. Mit dem Borg-Warner 35 Automatikgetriebe mit Knüppelschaltung funktionierte dieser Motor hervorragend. Das neue Getriebe mit Overdrive und Handschaltung mit 2 Hebeln wurde allerdings selten bestellt. Andere Sonderausstattungen waren Servolenkung, Schwerlastfahrwerk und das „Twin-Grip“-Differential mit begrenztem Schlupf. Wer auf Luxus Wert legte, bestellte eine Klimaanlage, ein einstellbares Lenkrad, elektrische Fensterheber, einen MW/UKW-Radio (Mono), einen „Duo-Costic“-Hecklautsprecher oder sogar ein „Vibra-Tone“-System für Quasi-Stereosound (Stereoübertragung im Radio gab es noch nicht).
Die äußerst wichtige Preisempfehlung wurde auf 3.100 US-$ festgelegt. Dies war relativ günstig, wenn man bedenkt, dass ein 2-türiges Hardtop-Coupé des Rambler Classic 770 mit Sitzbänken (6-Personen-Ausführung) ohne die Sonderausstattung und den luxuriösen Innenraum des Marlin auch schon 3.063 US-$ kostete.

### Modelljahr 1966

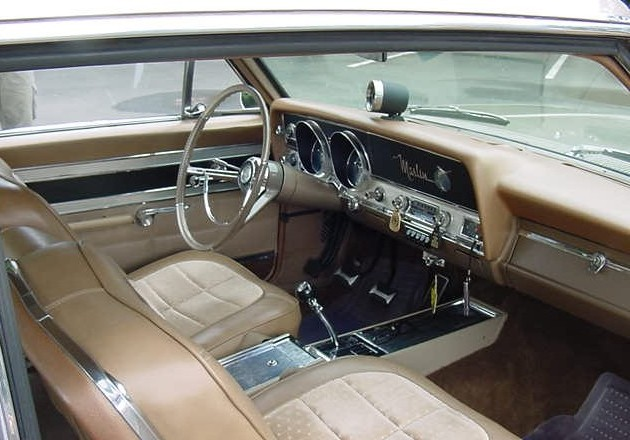
Innenraum eines AMC Marlin (1966) mit Viergang-Schaltgetriebe

Der Rambler Marlin wurde zum AMC Marlin, als der traditionsreiche Name Rambler 1966 aufgegeben wurde. Dies war Teil von Abernethys Strategie einer neuen „Corporate Identity“ (CI) für AMC, in der er die größeren Fahrzeuge vom Ruf der kleinen Rambler-Wagen befreite. Sonst gab es wenig Neuerungen: Der extrudierte Aluminium-Kühlergrill wurde abgeändert, alle Sechszylinder bekamen zusätzlich einen Stabilisator an der Vorderachse und auf Wunsch ein schwarzes Vinyldach, das sich über die Öffnung der Heckklappe fortsetzte.
Die Marktspanne des Marlin wurde vergrößert, indem man seinen Grundpreis auf 2.601 US-$ senkte und gleichzeitig mehr Sonderausstattung anbot. Viele bisher serienmäßig enthaltene Details wurden zur Sonderausstattungen gegen Aufpreis. zum Beispiel waren nun ein manuelles Vierganggetriebe und ein auf dem Armaturenbrett montierter Tachometer verfügbar. Mit dieser Strategie folgte AMC der seiner Mitwettbewerber. So wurde zum Beispiel der Dodge Charger mit einer langen Aufpreisliste vorgestellt, aber seine serienmäßige Ausstattung wurde ebenfalls reduziert, um seinen Preis attraktiver gestalten zu können.
1966 brauchte man weniger Autos von dieser Art. Wie beim 1970er AMX, der den Modellen von 1968 und 1969 folgte, sanken die Produktionszahlen des Marlin auf unter 5000 Autos.

### Modelljahr 1967

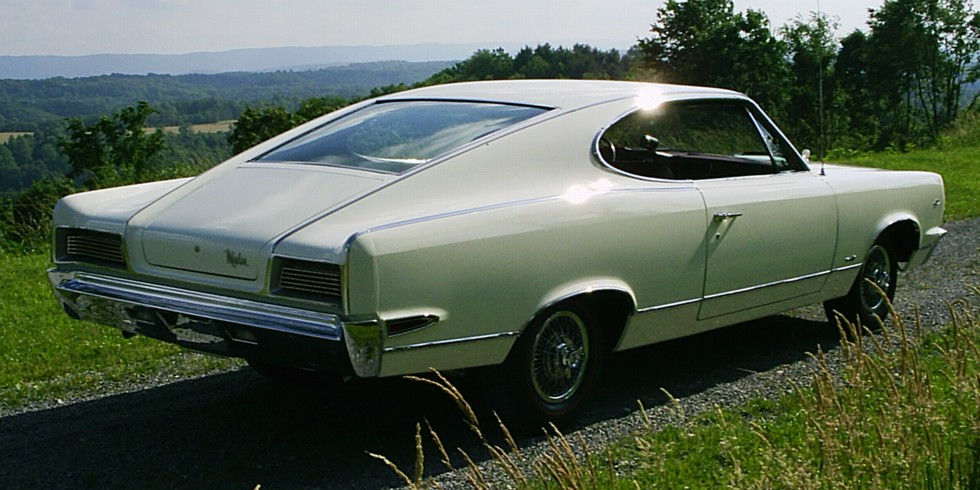
AMC Marlin (1967)

1967 wurde der Marlin noch größer. Er wurde jetzt auf der vollkommen neuen großen Bodengruppe von AMC mit 2997 mm Radstand gebaut. Dass der Marlin größer werden sollte, war schon klar, als 1968 der auf der kompakten Bodengruppe basierende Javelin herauskam. Der größere Marlin sorgte für eine größere Modelldifferenzierung im AMC-Angebot. Auch verlieh die größere Bodengruppe dem Marlin eine andere Ansicht von vorne, die besser mit dem langen Fließheck harmonierte. Das neue Styling sorgte für ein runderes Erscheinungsbild des Marlin, das besser zur geschwungenen Dachlinie passte. Leicht nach oben geknickte hintere Kotflügel korrespondierten mit den glänzenden Zierleisten, die an der Tür begannen und bis ganz hinten zum Wagenheck führten. An der Fahrzeugfront waren die übereinander angeordneten Hauptscheinwerfer des Ambassador und ein zurückversetzter Kühlergrill mit horizontalen Stäben, der sich in der Mitte nach vorne wölbte, angebracht. Der Kühlergrill des Marlin ist die schwarze Version des „Rallye Light“-Typs (für Park- und Blinklichter), der an den DPL-Modellen des Ambassador verwendet wurde. Ein überarbeitetes Firmenzeichen mit einem kleinen, verchromten Schriftzug „Marlin“ auf durchsichtigen Kunststoff in einem Chromring saß vorne auf der längeren Motorhaube. Am Heck des Fahrzeuges fand sich die gleiche Kofferraumhaube wie im Vorjahr, allerdings ohne ihr in der Mitte montiertes großes Firmenzeichen. Ein größeres Heckfenster verschaffte dem Fahrer leider nicht mehr Ausblick nach hinten. Die Rückleuchten waren auch neu, ähnelten aber denen der ersten Generation. Der hintere Stoßfänger wurde nur noch am Marlin verwendet, ähnelte aber denen, die bei den Kombis der Baureihen Ambassador und Rebel eingesetzt waren. Anstatt einer Absenkung im Bereich der Hecktüre war der Stoßfänger des Marlin durchgehend glatt.
Eine ganze Serie neuer V8-Motoren gab es beim neuen Marlin. Den Sechszylinder gab es noch, er wurde aber selten geordert – nur 355 Stück wurden gebaut. Zur Grundausstattung gehörte ein V8 mit 4,75 Litern Hubraum und Doppelvergaser, gegen Aufpreis konnte man zwei 5,6 Liter–V8 bestellen: einen mit Doppelvergaser, der Normalbenzin schluckte oder einen hochverdichteten (10,2 : 1) mit Doppel-Registervergaser für Superbenzin, der doppelte Auspuffrohre besaß und 280 SAE-PS und ein Drehmoment von 494 Nm bei 3.000/min entwickelte.
Für den Marlin der zweiten Generation gab es keine eigenen Prospekte; er wurde in der großen Verkaufsbrochure des Ambassador mit beschrieben. Er erhielt auch die Grundausstattung und die Extras des Ambassador. Die Innenausstattung entsprach der des Ambassador 900- bzw. DPL-, Hardtop-Modells (mit Ausnahme des „Custom“-Paketes mit zwei farblich passenden Kissen). Viele Marlin wurden mit umlegbaren Schalensitzen bestellt, die nicht nur eine mittlere Armlehne vorne besaßen (mit einem zusätzlichen Sitzkissen für einen dritten Passagier oder eine Bodenkonsole mit Schalthebel), sondern auch ein wegklappbare Armlehne hinten. Die Innenausstattung war neu und hatte ein gepolstertes Armaturenbrett mit Anzeigeinstrumenten, die vor dem Fahrer gruppiert waren, während der Rest des Armaturenbrettes weit von den Passagieren entfernt nach vorne schwang. Das Lenkrad war kleiner als bei früheren Modellen und saß auf einer Sicherheitslenksäule.

## Vermächtnis
Der Marlin baute für AMC ein gutes Image auf. Obwohl er keine hohen Produktionszahlen erreichte, sorgte er für Werbeeffekte und Begeisterung. Dies brachte Kaufinteressenten zu den AMC-Händlern, die dann die Möglichkeit hatten, ihnen andere Modelle aus der Palette zu verkaufen. Im ersten Jahr trugen die 10.327 Marlin dazu bei, dass AMC einen Gewinn von 5,2 Millionen US-$ im Geschäftsjahr 1965 erzielte, und dies trotz eines 3-wöchigen Streikes des Automobilarbeiter. Der direkte Wettbewerber des Marlin war der 1966 eingeführte Dodge Charger, der allerdings sein Fließheckdesign nur noch ein weiteres Jahr behielt. 1968 wurde der Charger als größeres, vollkommen anders gestaltetes Auto herausgebracht. Obwohl der Marlin 1967 ebenfalls eingestellt wurde, ebnete er doch den Weg für seinen erfolgreichen Nachfolger – den Javelin von 1968. Daher kann die Einführung des Marlin 1965 als entscheidender Marketingerfolg von AMC angesehen werden, da der V8 damals noch nicht in die kompakte Bodengruppe passte. Der Javelin zielte auf das kleine, sportliche, jugendliche Marktsegment.
Einige der wichtigsten Designkomponenten des Marlin kehrten 2004 im Chrysler Crossfire zurück. Das Fließheck des neuen Coupés, seine breitschultrigen hinteren Kotflügel und seine Hinteransicht veranlassten viele Autojournalisten, über die Ähnlichkeit zwischen dem AMC Marlin und dem Chrysler Crossfire zu schreiben. Rob Rothwell schrieb: „… als ich zum erstenmal die hinteren Linien des Chrysler Crossfire sah, fühlte ich mich in das Jahr 1965 zurückversetzt und an meinen Lieblingswagen des Jahres, den Rambler Marlin, erinnert.“
Der typisch gestylte Marlin hat eine Nische bei alten Autoenthusiasten und Sammlern historischer Fahrzeuge gefunden. Obwohl er in relativ geringer Stückzahl hergestellt wurde, ist der Marlin doch von den Volumenmodellen von AMC abgeleitet und hat mit ihnen viele Teile gemeinsam.